# Ромёрен, Бьёрн Эйнар
Бьёрн Эйнар Ромёрен (норв. Bjørn Einar Romøren; род. 1 апреля 1981, Осло) — норвежский прыгун с трамплина, призёр Олимпийских игр и чемпионатов мира.
В Кубке мира Ромёрен дебютировал в 1995 году, в январе 2003 года одержал свою первую победу на этапе Кубка мира. Всего имеет 14 побед на этапах Кубка мира, 8 в личных и 6 в командных соревнованиях. Лучшим достижением по итогам Кубка мира для Ромёрена является 3-е место в сезоне 2003/04.
На Олимпиаде-2006 в Турине завоевал бронзу в командных соревнованиях, кроме того показал следующие результаты: нормальный трамплин — 15-е место, большой трамплин — 7-е место.
На Олимпиаде-2010 в Ванкувере стал 23-м на нормальном трамплине.
За свою карьеру участвовал в трёх чемпионатах мира, на которых завоевал две бронзовые награды. Удачно выступал на полётных чемпионатах , на которых завоевал две золотые, одну серебряную и одну бронзовую медали.
Использовал лыжи производства фирмы Fischer.